# Maringá Futebol Clube
El Maringá FC es un equipo de fútbol de Brasil que juega en el Campeonato Paranaense, la primera división del estado de Paraná. El club ascendió en la última temporada de  Campeonato Brasileño de Serie D a  Campeonato brasileño de serie C tras caer en semifinales. Para 2025 se encontrará jugando ese mismo torneo

## Historia
Fue fundado el 27 de noviembre de 2010 en la ciudad de Maringá del estado de Paraná con el objetivo de que la ciudad volviera a tener un equipo de fútbol luego de que el Grêmio Maringá se mudara en 1995.
El club debuta en la tercera división del Campeonato Paranaense, de la cual sale campeón en ese mismo año sin perder un solo partido. Dos años después gana el título de la segunda división estatal y gana el ascenso a la primera división del Campeonato Paranaense.
En 2011 hace su primera participación en la segunda división del Campeonato Paranaense, donde en 2013 logra salir campeón, para así ascender por primera vez al Campeonato Paranaense.
En su primera participación en el Campeonato Paranaense de 2014, logra salir subcampeón, tras perder en la final en tanda de penales ante Londrina, debido a este logro, consigue clasificar al Campeonato Brasileño de Serie D de ese mismo año y a la Copa de Brasil del año siguiente.
En su debut en la Serie D, es eliminado en la fase de grupos. Mientras que en la Copa de Brasil 2015, supera la primera ronda tras vencer a Madureira por goles de visita. En segunda ronda es eliminado por Santos, quedando 3-2 en el marcador global. Ese mismo año se corona campeón de la Copa Paraná, clasificando a la Serie D del año siguiente.
En la Serie D 2016, queda eliminado nuevamente en fase de grupos, mientras que pierde por primera vez la categoría en el Campeonato Paranaense. En 2017 vuelve a ganar la Copa Paraná, clasificando a la Serie D 2018. De igual manera consigue ser campeón de la segunda división estatal, regresando nuevamente al Campeonato Paranaense.
En 2018 vuelve a jugar por tercera vez en la Serie D, superando por primera vez la fase de grupos, aunque en segunda ronda cayó eliminado a manos de Caxias do Sul. Ese mismo año, termina quinto en el Campeonato Paranaense, clasificando nuevamente a la Serie D.
En la Serie D 2019 se quedó en fase de grupos, mientras que en el Campeonato Paranaense pierde por segunda vez en su historia la categoría tras terminar en penúltima posición, aunque al año siguiente logra ser subcampeón de la segunda división estatal, regresando para el Paranaense de 2021.
En el Campeonato Paranaense de 2022 consigue ser por segunda vez subcampeón estatal, tras perder en la final ante Coritiba, clasificando a la Copa de Brasil por segunda vez, y a la Serie D por quinta vez. 
En ese mismo torneo de Serie D, en la temporada 24/25, asciende al Brasileirão serie C para 2025 tras perder en semifinales, así asegurando su ascenso a este torneo.

## Rivalidades
El club tiene rivalidades con el Gremio de Esportes Maringa en el llamado Derby Maringaense y con el Londrina EC en el llamado Londringá.

## Entrenadores
- Claudemir Sturion (?–marzo de 2014)[9][10]
- Edison Borges (?–febrero de 2016)[11]
- Rogério Perrô (febrero de 2016–junio de 2016)[12][13]
- Fernando Marchiori (agosto de 2017–julio de 2018)[14]
- Antônio Picoli (agosto de 2018–marzo de 2019)[15][16][17][18]
- Sandro Forner (marzo de 2019–mayo de 2019)[19][20]
- Jorge Martínez (interino- mayo de 2019–2019)[20]
- Beto Portella (agosto de 2020–octubre de 2020)[21][22]
- Jorge Castilho (octubre de 2020–2020)[22]
- Marcos Soares (enero de 2021–abril de 2021)[23][24]
- Jorge Castilho (abril de 2021–presente)[24][3]

## Palmarés
- Campeonato Paranaense: 0

Subcampeón: 2014, 2022, 2024, 2025
- Paranaense Serie B: 2

Campeón: 2013, 2017
Subcampeón: 2020
- Paranaense Serie C: 1

Campeón: 2010
- Copa Paraná: 2

Campeón: 2015, 2017